# فلیدن
فلیدن (به آلمانی: Flieden) یک شهر در آلمان است که در فولدا واقع شده‌است. فلیدن  ۸٬۷۵۵ نفر جمعیت دارد.